# Michael Attaleiates
Michael Attaleiates (mittelgriechisch Μιχαήλ Ατταλειάτης, * zwischen 1020 und 1030 in Konstantinopel oder Attaleia; † um 1085) war ein im 11. Jahrhundert lebender byzantinischer Geschichtsschreiber.

## Leben und Werk
Michael studierte in Konstantinopel und wurde kaiserlicher Richter, später schließlich Militärrichter. Er brachte es zu einigem Wohlstand, wurde Patrikios und Magistros und verkehrte in den höheren Kreisen der Gesellschaft der Hauptstadt. Michael stiftete auch ein Kloster sowie ein Armenhaus. Die Regeln für seine Gründungen sind zusammen mit Listen der Ikonen und liturgischen Geräte seiner Stiftungen sowie autobiographischen Notizen und Aufzeichnungen über seinen Grundbesitz in der Diataxis von 1077 enthalten. Schon vorher, 1073/74, hatte er ein juristisches Handbuch mit einer einleitenden Übersicht über das Römische Recht von den Zeiten der Republik bis zu den Basiliken veröffentlicht.
Michael verfasste ein Geschichtswerk in griechischer Sprache, das die Zeit von 1034 bis 1079/80 umfasst und vermutlich unvollendet blieb. Mehrere Kaiser, so etwa Romanos IV., werden recht positiv geschildert, wenngleich Michael durchaus Kritik übt. Der „Held“ des Geschichtswerks ist jedoch Kaiser Nikephoros III., dem das Werk gewidmet ist. Nikephoros wird panegyrisch gepriesen und seiner Regierungszeit gesteht Michael breiten Raum zu. Schwerpunkt der Darstellung ist, im Gegensatz zu jener des Michael Psellos, weniger der Hof als vielmehr das außenpolitische Handeln der Kaiser, wofür Michael Attaleiates wertvolles Material liefert. Im Sinne der Mimesis orientierte sich Michael stilistisch an den antiken Klassikern. Sein Werk fand aber offenbar keine weite Verbreitung.

## Ausgaben und Übersetzungen
- Michaelis Attaliotae Historia. Opus a Wladimiro Bruneto de Presle, Instituti Gallici socio, inventum, descriptum, correctum recognovit I. Bekker. Bonn 1853 (Corpus Scriptorum Historiae Byzantinae), (online).
- Inmaculada Pérez Martín (Hrsg.): Miguel Ataliates. Historia (= Nueva Roma. 15). Consejo Superior de Investigaciones Científicas, Madrid 2002, ISBN 84-00-08014-9 (Standardedition).
- Dimitris Krallis, Anthony Kaldellis (Hrsg.): Michael Attaleiates: The History (= Dumbarton Oaks Medieval Library. 16). Harvard University Press, Cambridge MA u. a. 2012, ISBN 978-0-674-05799-9 (Originaltext und englische Übersetzung).